# Neodiplotoxa nigricans
Neodiplotoxa nigricans är en tvåvingeart som först beskrevs av Friedrich Hermann Loew 1872.  Neodiplotoxa nigricans ingår i släktet Neodiplotoxa och familjen fritflugor.
Artens utbredningsområde är Texas. Inga underarter finns listade i Catalogue of Life.